# Lycopus kurilensis
Lycopus kurilensis là một loài thực vật có hoa trong họ Hoa môi. Loài này được Prob. mô tả khoa học đầu tiên năm 1995.